# ボブ・ショウ
ロバート・“ボブ”・ショウ（Robert "Bob" Shaw, 1931年12月31日 - 1996年2月11日）は、北アイルランドのSF作家、SFファン。

## 概要
ボブ・ショウはベルファストで警察官の3兄弟の長男として生まれた。11歳の頃からヴァン・ヴォークトの短編や初期の『アナログ』誌を読み始め、SFに馴染んでいった。ショウは後に、この時の体験はLSDの摂取よりも重大な意義を持ち、かつ長続きしたと説明している。
1950年には、北アイルランドのSF小説家であるジェイムズ・ホワイトの家でファンダムのグループと出会い、参加することとなる。そのグループはSFファンダムの草創期に影響力を持ち、後にショウも寄稿することとなる Hyphen や Slant といったファンジンを発行していた。この時期にショウは "BoSh" のニックネームを得た。1951年に最初のSF短編を発表し、続けて幾つもの作品を世に送り出していった。

## 作品
ショウの作品はおそらく、スローガラスの概念を知らしめたSF短編「去りにし日々の光」（Light of Other Days, 1966年）がもっともよく知られている。ショウはこの短編を『アナログ』誌の編集者ジョン・W・キャンベルに売り込み、大変気に入ったキャンベルにより、ショウは続編「物証の重み」（Burden of Proof, 1967年）を書くこととなる。元のストーリーは、数年の構想の後に、わずか4時間で書き上げられたものであった。ショウはこのコンセプトを膨らませ、長編『去りにし日々、今ひとたびの幻』（Other Days, Other Eyes, 1972年）にまとめた。

## 著作リスト
- Night Walk (1967)
- The Two-Timers (1968)
- The Palace of Eternity (1969)
- The Shadow of Heaven (1969)
- One Million Tomorrows (1970)
- Ground Zero Man (1971)
- Other Days, Other Eyes (1972) - 短編集、日本語版題名『去りにし日々、今ひとたびの幻』（サンリオSF文庫）
- Tomorrow Lies in Ambush (1973)
- The Orbitsville トリロジー
  - Orbitsville (1975)
  - Orbitsville Departure (1983)
  - Orbitsville Judgement (1990)
- A Wreath of Stars (1976)
- Cosmic Kaleidoscope (1976)
- Cosmic Kaleidoscope (1977)
- Medusa's Children (1977)　日本語版題名『メデューサの子ら』（サンリオSF文庫）
- The Warren Peace saga
  - Who Goes Here? (1977) - 1988年に 短編 The Giaconda Caper として再発行。日本語版題名『おれは誰だ?』（サンリオSF文庫）
  - Warren Peace (1993) - 1994年に Dimensions として再発行。
- Ship of Strangers (1978) - 短編集　日本語版題名『見知らぬ者たちの船』（サンリオSF文庫）
- Vertigo (1978) - 1991年に Terminal Velocity として再発行。日本語版題名『眩暈』（サンリオSF文庫）
- Dagger of the Mind (1979)
- The Ceres Solution (1981)
- Galactic Tours (1981) - David A. Hardy と共著。
- Courageous New Planet (1981) - 限定パンフレット
- A Better Mantrap (1982) - 短編集
- Fire Pattern (1984)
- Messages Found in an Oxygen Bottle (1986) - 短編集
- Land and Overland トリロジー
  - The Ragged Astronauts (1986)
  - The Wooden Spaceships (1988)
  - The Fugitive Worlds (1989)
- Killer Planet (1989)
- Dark Night in Toyland (1989) - 短編集
- Overload (1995) - 限定パンフレット

### ノンフィクション
- The Best of the Bushel (1979)
- The Eastercon Speeches (1979)
- How to Write Science Fiction (1993)
- A Load of Old BoSh (1995) -  The Eastercon Speeches を含む。

### 短編（一部）
- 去りにし日々の光 ("Light of Other Days, 1966)
- "Skirmish on a Summer Morning" (1976)
- "Unreasonable Facsimile" (1974)
- "A Full Member of the Club" (1974)
- "The Silent Partners" (1959)
- "The Element of Chance" (1969)
- "The Gioconda Caper" (1976)
- "An Uncomic Book Horror Story" (1975)
- "Deflation 2001" (1972)
- "Waltz of the Bodysnatchers" (1976)
- "A Little Night Flying" ("Dark Icarus") (1975)

### 引用出典
- Ashley, Mike (2005). Transformations: the story of the science-fiction magazines from 1950 to 1970. Liverpool University Press. ISBN 0-85323-769-7
- Lyons, Paddy; O'Malley-Younger, Alison (2008). No country for old men: fresh perspectives on Irish literature (1st ed.). Peter Lang. p. 195. ISBN 3-03911-841-2 2011年11月8日閲覧。
- Nicholls, Peter, ed (1981). The Encyclopedia of Science Fiction. St Albans: Granada Publishing Ltd. ISBN 0-586-05380-8
- Reginald, Robert (1974) [1970]. Contemporary Science Fiction Authors (2nd ed.). Wildside Press LLC. ISBN 1-4344-7858-0 2011年11月8日閲覧。
- Stableford, Brian (1995). Algebraic fantasies and realistic romances (1st ed.). Wildside Press LLC. ISBN 0-89370-283-8 2011年11月8日閲覧。